# The Gauntlet и Grim Hunt
The Gauntlet (рус. Перчатка) и Grim Hunt (рус. Зловещая охота) — сюжетные линии комиксов, опубликованные издательством Marvel Comics в 2009—2010 годах. Несколько номеров The Gauntlet являются подводящими к Grim Hunt, и потому две сюжетные линии связаны между собой. Обе написаны командой сценаристов, работавших над серией The Amazing Spider-Man (Зебб Уэллс, Марк Уэйд, Марк Гуггенхайм, Фред ван Ленте и Джо Келли), а первая, The Gauntlet не имеет строгого сюжета, а сосредоточена на описании жизни Человека-паука и его окружения, и описывает несколько историй с участием его старых врагов как, например, Песочный человек, или других персонажей, например, Дэдпула. Grim Hunt непосредственно следует за первой, и является сиквелом сюжетной линии Kraven's Last Hunt (рус. Последняя охота Крэйвена), вышедшей в 1987 году.

## Синопсис

### The Gauntlet
Обновлённый Доктор Осьминог возвращается в Нью-Йорк и похищает Мадам Паутину, а также Хамелеона, который был завербован Сашей и Анной Кравинофф после очередного поражения от Человека-паука. Мадам Паутину подвергают пыткам, чтобы узнать подробности о Человеке-пауке, а тем временем в город пребывает Дэдпул, нанятый Аной Кравинофф, дочерью Крэйвена-охотника, чтобы отвлечь Паука, пока она будет похищать Женщину-паук Мэтти Франклин.

### Grim Hunt
После самоубийства Крэйвена-охотника его жена Саша начала подготавливать план его воскрешения. Она решила ослабить Человека-паука во всех направлениях — физически, социально и морально, чтобы подготовить его как жертву, кровь которой требуется для воссоединения Саши с покойным мужем, для чего похищает почти всех людей, наделённых паучьими способностями (так называемую Семью Человека-паука).

## Коллекционные издания
The Gauntlet
| Название                                    | Включенные выпуски                                                                                         | Дата         | ISBN                   |
| ------------------------------------------- | --- | ------------ | ---------------------- |
| Spider-Man: Died in Your Arms Tonight       | The Amazing Spider-Man #600-601, ежегодник #36 и материалы из Amazing Spider-Man Family #7,                | ноябрь 2009  | ISBN 0785144595        |
| Spider-Man: Red-Headed Stranger             | The Amazing Spider-Man #602-605                                                                            | декабрь 2009 | ISBN 0785141588        |
| Spider-Man: Return of the Black Cat         | The Amazing Spider-Man #606-611 и материалы из Web of Spider-Man #1                                        | январь 2010  | ISBN 0785142495        |
| The Gauntlet Book 1 — Electro & Sandman     | The Amazing Spider-Man #612-616, Dark Reign: The List — Amazing Spider-Man и Web of Spider-Man (vol. 2) #2 | февраль 2010 | ISBN 0-7851-4264-9     |
| The Gauntlet Book 2 — Rhino & Mysterio      | The Amazing Spider-Man #617-621 и Web of Spider-Man (vol. 2) #3-4                                          | май 2010     | ISBN 0-7851-4265-7     |
| The Gauntlet Book 3 — Vulture & Morbius     | The Amazing Spider-Man #622-625 и Web of Spider-Man (vol. 2) #5-6                                          | июнь 2010    | ISBN 978-0-7851-4611-7 |
| The Gauntlet Book 4 — Scorpion & Juggernaut | The Amazing Spider-Man #626-629 and #229-230 (оригинальный сюжет Nothing Can Stop the Juggernaut!)         | август 2010  |                        |
| The Gauntlet Book 5 — Kraven & The Lizard   | The Amazing Spider-Man #630-633 и Web of Spider-Man (vol. 2) #6,                                           | февраль 2011 | ISBN 0785146164        |

Grim Hunt
| Название              | Включенные выпуски | Дата      | ISBN            |
| --------------------- | --- | --------- | --------------- |
| Spider-Man: Grim Hunt | The Amazing Spider-Man #634-637, Web of Spider-Man (vol. 2) #7 и Grim Hunt Prologue and Spider-Man Origin Of The Hunter | март 2011 | ISBN 0785146180 |